# Велика Саргая (притока Білої)
Вели́ка Саргая́ (башк. Оло Һарғая, рос. Большая Саргая) — річка в Росії, розташована в межах Республіки Башкортостан. Ліва притока річки Білої, що належить до басейну Ками.
Загальна довжина Великої Саргаї становить 10 км. Характер її живлення мішаний: ґрунтовий, дощовий і сніговий. Спочатку вона тече у напрямку зі сходу на захід, далі повертає на північ. Верхів'я Великої Саргаї розташовані у ненаселеній місцевості. Поблизу витоку її береги горбисті та вкриті лісами, у нижній течії вони більш похилі. У низов'ях річка межує із сільськогосподарськими угіддями села Азнагулово, втім, великого господарського значення не має. Впадає в Білу з лівого берега в самих її верхів'ях — гирло Великої Саргаї розташоване за 1269 км від гирла Білої.